# 아담클리시
아담클리시(루마니아어: Adamclisi)는 루마니아 도브루자 지방의 콘스탄차주에 있는 지방자치단체이다.

## 어원
현재 명칭은 튀르키예어에서 기원을 하며 "교회당의 사람"을 뜻하는 루마니아어 "Adam Kilisse"의 터키어 형태이다(이 지역에 터키인들이 정착했을 때, 이들은 고대 로마의 기념물을 교회당이라 생각하였다).

## 역사

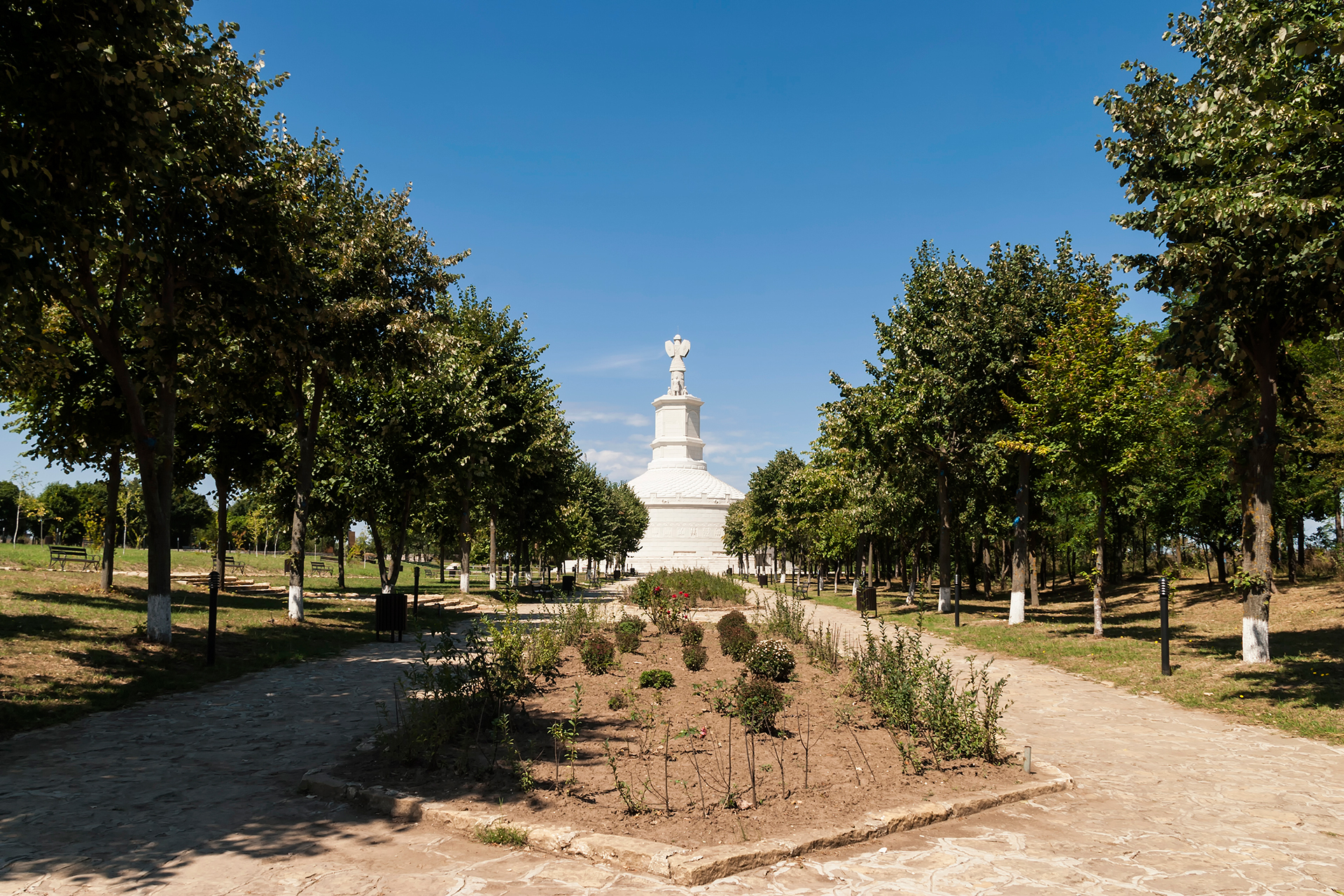
트로파이움 트라이아니의 복원

고대 시대 때, 키비타스 트로파인시움이라는 로마의 카스트룸이 이곳에 세워졌고 서기 109년에 트로파이움 트라이아니라는 기념물이 다키아인들에 대한 로마 제국의 승리를 기념하기 위해 건설되었다.
다키아 전쟁의 퇴역 병사들이 정착한, 이곳은 소스키티아에서 가장 큰 도시였고 170년에 무니키피움이 되었다. 고트족에 파괴되었다가 콘스탄티누스 대제 재위 때 한층 더 강력해진 성벽과 함께 재건되었으며, 이 성벽은 587년에 아바르족에 약탈당할 때까지 이 도시를 보호해주었다. 이 이후에, 아담클리시는 도브루자의 주요 도시들에서 빠졌고 700년간 더 이상 언급되지 않았다.
오스만 지배 시절, 터키계 이주민들에 의해 재건되었다. 도브루자가 루마니아에 넘어간 후, 1878년에 무슬림들은 이곳을 버려둔 채 터키로 이주했다. 그렇지만, 1880 – 1881년에, 트란실바니아 및 텔레오르만의 루마니아인들이 이곳에 정착하였다.

## 마을
아담클리시 코무너의 마을에는 다음이 있다:
- Adamclisi (옛 명칭: 튀르키예어: Adam Kilisesi)
- Abrud (옛 명칭: Mulciova) - 알바주 아브루드에서 이름 땀
- Hațeg (옛 명칭: Arabagi, 튀르키예어: Arabacı) - 후네도아라주 하체그에서 이름 땀
- Urluia (옛 명칭: Urluchioi, 튀르키예어: Uğurluköy)
- Zorile (옛 명칭: Cherimcuius, 튀르키예어: Kerimkuyusu)

아담클리시 지역은 1968년 행정 개편으로 Urluia와 합쳐지고, 북위 44° 7′ 28″ 동경 27° 55′ 51″ / 북위 44.12444°  동경 27.93083° 에 위치한 옛 마을인 Cucuruz (옛 명칭: Iusuf Punar)를 포함한다.

## 인구
2011년 인구 조사에서, 아담클리시는 루마니아인 2,092명 (97.30%), 터키인 42명 (1.95%), 그 외 8명 (0.37%), 밝혀지지 않은 민족 8명 (0.37%)이 있었다.